# Karl Schröter (Mathematiker)
Karl Schröter (* 7. September 1905 in Biebrich bei Wiesbaden; † 22. August 1977 in Berlin) war ein deutscher Mathematiker und Logiker.

## Leben
Schröter studierte an den Universitäten Göttingen, Heidelberg und Frankfurt a. M. die Fachgebiete Mathematik, Physik, Philosophie und Psychologie. Er promovierte 1941 bei Heinrich Scholz an der Universität Münster und wurde dort 1943 habilitiert. In der Zeit zwischen Frühjahr 1941 und 1945 arbeitete er als Kryptoanalytiker im Chiffrierdienst Pers Z des Auswärtigen Amtes unter Werner Kunze.
Ab 1948 war er Professor für Mathematik an der Humboldt-Universität in Berlin (HUB), seit 1950 zugleich Direktor des Instituts für Mathematische Logik der HUB. Er begründete 1954 mit Günter Asser die „Zeitschrift für Mathematische Logik und Grundlagen der Mathematik“.
1962 hielt er einen Vortrag auf dem Internationalen Mathematikerkongress in Stockholm: Beweis der Church’schen Hypothese betreffend den Begriff der Entscheidbarkeit.
1962 wurde er als Korrespondierendes Mitglied und 1964 als Ordentliches Mitglied der Deutschen Akademie der Wissenschaften zu Berlin (DAW) gewählt. Ab 1967 war er Direktor des Instituts für Reine Mathematik an dieser Berliner Akademie.

## Schriften
- Karl Schröter: Ein allgemeiner Kalkülbegriff (= Forschungen zur Logik und zur Grundlegung der exakten Wissenschaften, Neue Folge. Heft 6 (Dissertation, Philosophische und Naturwissenschaftliche Fakultät, Universität Münster, 1941)). S. Hirzel, Leipzig 1941.
- Karl Schröter: Axiomatisierung der Fregeschen Aussagenkalküle (= Forschungen zur Logik und zur Grundlegung der exakten Wissenschaften, Neue Folge. Heft 8). S. Hirzel, Leipzig 1943.